# Doryidomorpha
Doryidomorpha es un género de insecto coleóptero de la familia Chrysomelidae.

## Especies
Las especies de este género son:
- Doryidomorpha frontalis Laboissiere, 1931
- Doryidomorpha fulva (Laboissiere, 1931)
- Doryidomorpha nigripennis (Laboissiere, 1931)
- Doryidomorpha pilifrons Laboissiere, 1931
- Doryidomorpha souyrisi (Laboissiere, 1931)
- Doryidomorpha variabilis (Laboissiere, 1931)